# Lista de representantes da Rússia ao Oscar de melhor filme internacional
Lista de filmes russos concorrentes à indicação ao Oscar de melhor filme internacional (anteriormente Oscar de melhor filme estrangeiro). Após a dissolução da União Soviética, a Rússia passou a inscrever filmes nessa categoria em 1992. 
A Rússia  já conquistou seis indicações, incluindo um Oscar por Sol Enganador.
Os filmes do diretor Nikita Mikhalkov foram escolhidos para representar a Rússia em cinco edições do prêmio, três deles indicados ao Oscar.

## Filmes inscritos
Todos os filmes da lista têm como idioma principal o russo .
| Ano do filme (Cerimônia | Título em português                             | Título em inglês                 | Título Original                | Direção                                  | Resultado       |
| ----------------------- | ----------------------------------------------- | -------------------------------- | ------------------------------ | ---------------------------------------- | --------------- |
| 1992 (65ª edição)       | Urga - Uma Paixão no Fim do Mundo               | Close to Eden                    | Урга                           | Nikita Mikhalkov                         | Indicado        |
| 1994 (67ª edição)       | O Sol Enganador                                 | Burnt by the Sun                 | Утомлённые солнцем             | Nikita Mikhalkov                         | Ganhou o Oscar  |
| 1995 (68ª edição)       | Musulmanin                                      | A Moslem                         | Мусульманин                    | Vladimir Khotinenko                      | Não indicado    |
| 1996 (69ª edição)       | O Prisioneiro das Montanhas                     | Prisoner of the Mountains        | Кавказский пленник             | Sergei Bodrov                            | Indicado        |
| 1997 (70ª edição)       | O Ladrão                                        | The Thief                        | Вор                            | Pavel Chukhray                           | Indicado        |
| 1998 (71ª edição)       | Sibéria                                         | The Barber of Siberia            | Сибирский цирюльник            | Nikita Mikhalkov                         | Não qualificado |
| 1999 (72ª edição)       | Moloch - Eva Braun e Adolf Hitler na Intimidade | Moloch                           | Молох                          | Alexander Sokurov                        | Não indicado    |
| 2000 (73ª edição)       |                                                 | His Wife's Diary                 | Дневник его жены               | Alexei Uchitel                           | Não indicado    |
| 2001 (74ª edição)       | Os Romanov: Uma Família Imperial                | The Romanovs: An Imperial Family | Романовы - Венценосная семья   | Gleb Panfilov                            | Não indicado    |
| 2002 (75ª edição)       | Casa dos Loucos                                 | House of Fools                   | Дом дураков                    | Andrei Konchalovsky                      | Não indicado    |
| 2003 (76ª edição)       | O Retorno                                       | The Return                       | Возвращение                    | Andrey Zvyagintsev                       | Não indicado    |
| 2004 (77ª edição)       | Guardiões da Noite                              | Night Watch                      | Ночной дозор                   | Timur Bekmambetov                        | Não indicado    |
| 2005 (78ª edição)       | O Pequeno Italiano                              | The Italian                      | Итальянец                      | Andrei Kravchuk                          | Não indicado    |
| 2006 (79ª edição)       | 9.º Pelotão                                     | 9th Company                      | 9 рота                         | Fyodor Bondarchuk                        | Não indicado    |
| 2007 (80ª edição)       | 12                                              | 12                               | 12                             | Nikita Mikhalkov                         | Indicado        |
| 2008 (81ª edição)       | Sereia                                          | Mermaid                          | Русалка                        | Anna Melikian                            | Não indicado    |
| 2009 (82ª edição)       |                                                 | Ward No. 6                       | Палата №6                      | Aleksandr Gornovsky e Karen Shakhnazarov | Não indicado    |
| 2010 (83ª edição)       | Expresso Da Morte                               | The Edge                         | Край                           | Alexei Uchitel                           | Não indicado    |
| 2011 (84ª edição)       | Sol Enganador - O Êxodo                         | Burnt by the Sun 2: The Citadel  | Утомлённые солнцем 2: Цитадель | Nikita Mikhalkov                         | Não indicado    |
| 2012 (85ª edição)       | Tigre Branco                                    | White Tiger                      | Белый тигр                     | Karen Shakhnazarov                       | Não indicado    |
| 2013 (86ª edição)       | Stalingrado                                     | Stalingrad                       | Сталинград                     | Fyodor Bondarchuk                        | Não indicado    |
| 2014 (87ª edição)       | Leviatã                                         | Leviathan                        | Левиафан                       | Andrey Zvyagintsev                       | Indicado        |
| 2015 (88ª edição)       | Sunstroke                                       | Sunstroke                        | Солнечный удар                 | Nikita Mikhalkov                         | Não indicado    |
| 2016 (89ª edição)       | Paraíso                                         | Paradise                         | Рай                            | Andrei Konchalovsky                      | Pré-lista       |
| 2017 (90th)             | Sem Amor                                        | Loveless                         | Нелюбовь                       | Andrey Zvyagintsev                       | Indicado        |
| 2018 (91ª edição)       | Sobibor                                         | Sobibor                          | Собибор                        | Konstantin Khabensky                     | Não indicado    |
| 2019 (92ª edição)       | Uma Mulher Alta                                 | Beanpole                         | Дылда                          | Kantemir Balagov                         | Pré-lista       |
| 2020 (93ª edição)       | Caros Camaradas - Trabalhadores em Luta         | Dear Comrades!                   | Дорогие товарищи!              | Andrei Konchalovsky                      | Pendente        |